# ちはなちゃん
ちはなちゃんは、千葉県千葉市が推進する「花のあふれるまちづくり」のシンボルキャラクター。

## プロフィール
- 千葉公園のハス池に住んでいる大賀ハスの妖精。
- 魔法のステッキを使い魔法が使える。
- 誕生日は11月21日（妖精なので年齢は不明）

## キャラクター
- キャラクターのデザインは千葉市の東京大学検見川厚生農場（現・東京大学検見川総合運動場）の落合遺跡で発掘された千葉市の花、大賀ハスの妖精をイメージとしており、2003年に「花の都・ちば」シンボルキャラクター（千葉市シンボルキャラクター）を全国公募し、533点の中から市民投票を経て最多の1188票を獲得して誕生した。頭の上にピンク色の大賀ハスが咲いている。体全体もピンク色をしており、背中からは葉っぱの羽が生えている。

- イベントなどで着ぐるみが活躍して人気を集めているほか、千葉公園・千葉市動物公園・千葉市花の美術館・千葉市都市緑化植物園の案内板、千葉市の公用車、千葉市内の公共工事中のフェンスに利用されている。

- 千葉市のWebサイトのトップページや広報紙の表紙にも活用されていた。（現在は利用されていない）

## 関連グッズ
- 千葉市中央区にある「御菓子司 榎家」でハスの実の入った「ちはなちゃん最中」や「蓮の実ぱい」を販売している。

- JA千葉みらい農産物直売所「しょいかーご」では「ちはなちゃんゼリー」を販売している。（千葉市内で収穫された野菜を小中学生の学校給食に活用する取り組みの一環で開発されたニンジンゼリーで、千葉市内産ニンジンを使用している。生徒にもくせのない味が好評で、市民から売ってほしいという声があがり、JA千葉みらい農産物直売所「しょいかーご」で販売されるようになった）

- 千葉市中央区にある「和菓子司 虎屋」で「ちはなちゃんどら焼き」を販売しているが、受注生産のみである。

- 千葉ポートタワーの1階の売店で、携帯ストラップとキーホルダーを販売していた。（現在は販売していない）

## 歴史
- 2003年11月21日 - 「花の都・ちば」シンボルキャラクター（千葉市シンボルキャラクター）を全国公募し、応募総数533点の中から市民投票を経て最多の1,188票を獲得して誕生した。
- 2004年10月1日 - 千葉都市モノレールの車両にちはなちゃんがラッピングされた「ちはなちゃん号」が運行。[1]
- 2005年12月 - 蘇我駅前にちはなちゃん立体オブジェ（FRP製）を設置。
- 2006年 - ちはなちゃんがラッピングされた路線バス（京成バス）が運行。[2]
- 2007年 - 幕張パーキングエリア名物として「ちはなちゃんラーメン」（ピーナッツベースのピリ辛味）が発売開始。
- 2007年10月 - 千葉市コールセンター「ちはなちゃんコールちば」が開設されたが、熊谷俊人市議（後に熊谷俊人市長）から、市民に分かりにくいとの指摘があり、「千葉市役所コールセンター」に名称変更された。
- 2009年4月 - 熊谷俊人市長就任。
- 2010年6月 - ちはなちゃんが「花の都・ちば」シンボルキャラクターから、「花のあふれるまちづくり」のシンボルキャラクターに変更となり、蘇我駅前に2005年12月から設置されていたちはなちゃん立体オブジェが、千葉公園内の蓮華亭に移設される。[3]
- 2013年2月 - ツイッターで、ちはなちゃんが消えていくことの「意図」を問う声が出ていた。その疑問に熊谷市長は2月19日、「個人的な見解で市のCI（コーポレートアイデンティティ）戦略を左右はしません。既に全国区である風太君やチーバくんがあることを考えれば、キャラクター乱立は望ましくない」とツイートしている。[4]
- 2014年7月 - 千葉市が選考委員会を経て、加曽利貝塚PRキャラクター「かそりーぬ」誕生させる。[5]
- 2014年9月 - 熊谷俊人市長に変わり、かそりーぬの露出が増え、ちはなちゃんの露出が激減したことから「代表降ろし」ではないかとして千葉日報に取り上げられる。[4]
- 2014年12月 - 千葉市がちはなちゃんの利用制限方針を緩和する。
- 2015年2月 - ちはなちゃんの手作りぬいぐるみが市長応接室に飾られる。（市長応接室に飾られている千葉関連のマスコットたちの中にちはなちゃんがいないことから、花議連や観光議連からも疑問の声が上がり、市職員がぬいぐるみを手作りした）
- 2021年1月15日 - ちはなちゃんLINEスタンプ発売開始。[6]
- 2021年6月19日 - 発掘70周年を迎えた大賀ハスにちなんだイベント「オオガハスウィーク2021」（6/19～27）で幕張海浜公園内の見浜園でちはなちゃん和三盆を発売。[7]